# Учан-Кин-Балам
Учан-Кин-Балам (? — 28 мая 741) — правитель Южного Мутульского царства со столицей в Дос-Пиласе.

## Биография
Учан-Кин-Балам является преемником Ицамнах-Кавиля, воцарившись в 727 году.
Тот факт, что Учан-Кин-Балам стал преемником Ицамнах-Кавиля, у которого уже был сын Кавиль-Чан-Кинич, можно объяснить тем, что Кавиль-Чан-Кинич был слишком молод для самостоятельного правления, поэтому была потребность в его регенте.
Во время своего правления Учан-Кин-Балам захватил в плен царя Сейбаля Йичак-Балама.
Также он установил монументы в Агуатеке и Дос-Пиласе.
Учан-Кин-Балам умер 28 мая 741 года. Его преемником стал Кавиль-Чан-Кинич.

### Семья
Родители Учан-Кин-Балама неизвестны. Он женился на GI-Кавиль из Канкуэна. Вероятно у них не было детей.